# L'Histoire des choses
Pour plus de détails, voir Fiche technique et Distribution.
L'Histoire des choses (The Story of Stuff) est un film documentaire américain, réalisé par Louis Fox, sorti en 2007.
Le film est consacré au cycle de vie des produits de consommation.
L'activiste Annie Leonard a écrit et raconte ce film. Tides Foundation (en), The Funders Workgroup for Sustainable Production and Consumption, Free Range Studios et d'autres fondations ont financé le film ; Free Range Studios l'a produit. Il fut mis en ligne, la première fois, le 4 décembre 2007.
Le documentaire a été utilisé dans des écoles primaires, programmes artistiques et études économiques ainsi que dans d'autres lieux comme des ateliers ouvriers ou entrainements/conférence pour les entreprises. 

## Audience
En février 2009, il avait été vu dans 228 pays et territoires.
En 2009, selon le site hébergeur, il y aurait déjà plus de 7 millions de visites.

## Réactions
Certains critiques considèrent que le documentaire contient des erreurs d'information et induit de mauvais jugements. Il serait politiquement engagé ; cela a conduit le school board de l'école du Montana à bannir l'utilisation du film dans les classes citant la loi sur les biais comme base de l'interdiction,,.